# Hovamyia apicistyla
Hovamyia apicistyla är en tvåvingeart som beskrevs av Alexander 1961. Hovamyia apicistyla ingår i släktet Hovamyia och familjen småharkrankar.
Artens utbredningsområde är Madagaskar. Inga underarter finns listade i Catalogue of Life.